# 움베르토 라모스
움베르토 라모스(스페인어: Humberto Ramos, 1970년 11월 27일 ~ )는 멕시코 출신의 만화 그림 작가이다. 《어메이징 스파이더맨》, 《슈피리어 스파이더맨》과 《임펄스》 등 유명한 만화 시리즈에서 작화를 담당했다. 단순하고 과장된 만화적 화풍이 라모스 그림의 특징이다.

## 경력
움베르토 라모스는 1993년 마일스톤 미디어에서 작가 일을 시작했다가, 나중에 DC 코믹스에 고용되어 《플래시》 시리즈의 스핀오프 작품 《임펄스》의 정규 펜슬러로 활동한다. 2002년에는 《피터 파커: 스파이더맨》의 일부 이슈의 속작화를 담당했다.